# غراس جونس
غراس جونس (بالإنجليزية: Grace Jones)‏ ‏ (19 مايو 1948) وهيَ فَنانة وَمُمثلة وعارضة أزياء جمايكية.

## روابط خارجية
- غراس جونس على موقع IMDb (الإنجليزية)
- غراس جونس على موقع ميتاكريتيك (الإنجليزية)
- غراس جونس على موقع الموسوعة البريطانية (الإنجليزية)
- غراس جونس على موقع روتن توميتوز (الإنجليزية)
- غراس جونس على موقع قاعدة بيانات الأفلام العربية
- غراس جونس على موقع ألو سيني (الفرنسية)
- غراس جونس على موقع ميوزك برينز (الإنجليزية)
- غراس جونس على موقع رولينغ ستون (الإنجليزية)
- غراس جونس على موقع أول موفي (الإنجليزية)
- غراس جونس على موقع قاعدة بيانات الأفلام السويدية (السويدية)